# Franciszek Flak

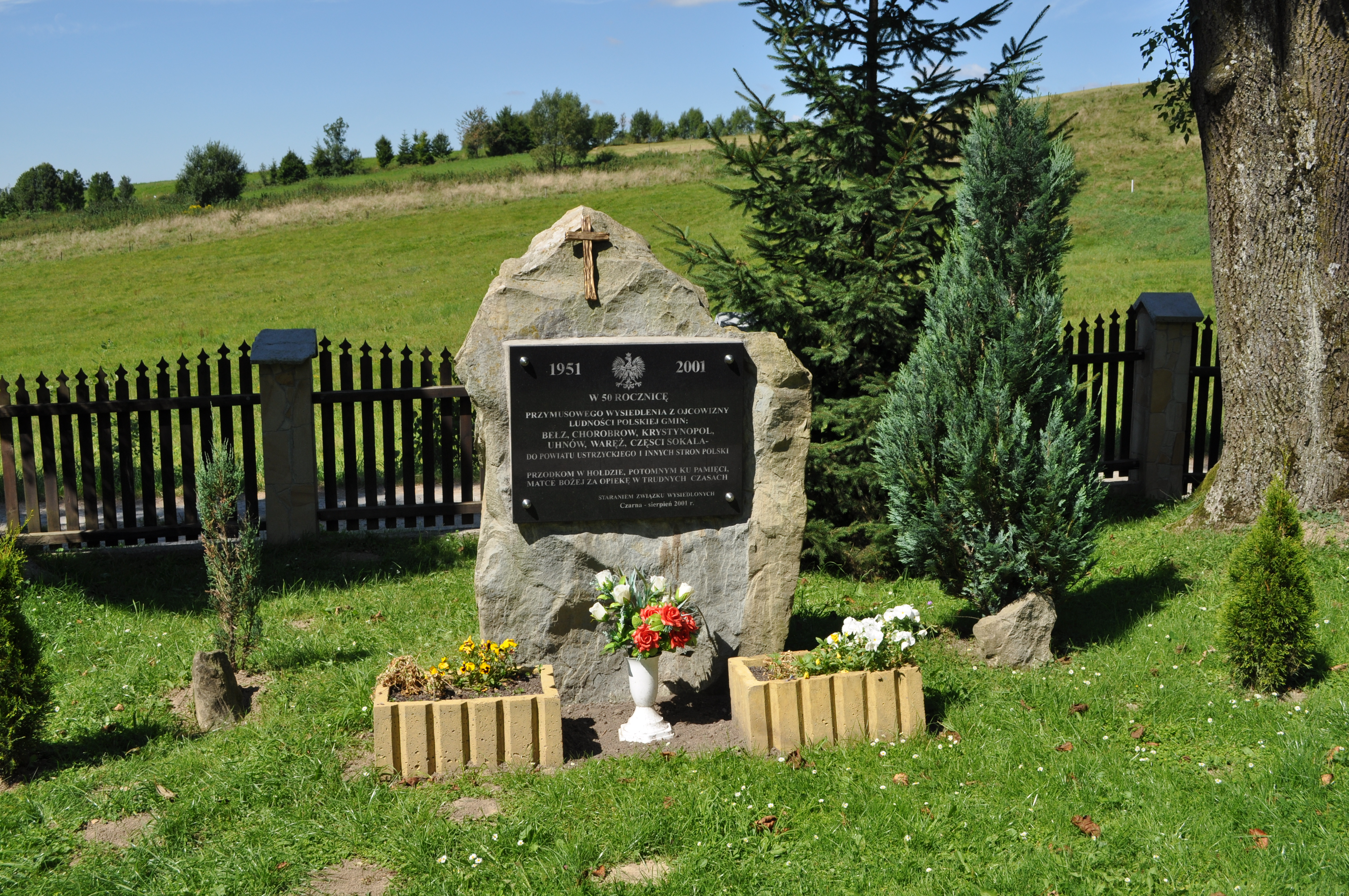
Kamień upamiętniający 50. rocznicę przesiedlenia ludności Ziemi Sokalskiej, znajdujący się przy kościele Matki Bożej Różańcowej w Czarnej, ustanowiony z inicjatywy Franciszka Flaka

Franciszek Flak (ur. 13 października 1924 w Nowym Dworze, zm. 6 stycznia 2023 w Czarnej Górnej) – polski działacz społeczny, żołnierz Armii Krajowej, Batalionów Chłopskich i samoobrony polskiej, strażak-ochotnik.

## Życiorys
Syn Ignacego i Karoliny z domu Koziuk. W 1939 ukończył 7-klasową szkołę powszechną w Krystynopolu. W okresie okupacji pracował na kolei.
Od 1943 należał do Armii Krajowej. Wiosną 1944 roku, przed przejściem frontu, kiedy nasiliły się mordy na Polaków dokonywane przez nacjonalistów ukraińskich, jego rodzina wraz z wieloma mieszkańcami okolic Krystynopola uciekła w rejon Radecznicy. Franciszek Flak wraz z częścią żołnierzy AK z Krystynopola dołączył do działającego tam oddziału Batalionów Chłopskich i w jego szeregach wziął udział w akcji „Burza”, m.in. pod dowództwem por. Tadeusza Kuncewicza ps. „Podkowa” uczestniczył w wyzwalaniu Szczebrzeszyna 26 lipca 1944. Po nadejściu Sowietów żołnierze oddziału zostali rozbrojeni i zamknięci na terenie szkoły w Szczebrzeszynie, skąd Franciszek Flak wraz z kolegą uciekli, unikając wywózki na Syberię. Następnie powrócił do Krystynopola, gdzie do 1947 walczył w miejscowym oddziale samoobrony, a potem w Straży Ochrony Kolei przeciwko UPA. Po ustaniu walk wstąpił do Ochotniczej Straży Pożarnej w Krystynopolu.
W 1951 na mocy umowy międzypaństwowej o zmianie granic z 15 lutego 1951 jego rodzinne strony znalazły się na terytorium Związku Sowieckiego, a miejscowi Polacy zostali przesiedleni w oddane Polsce okolice Ustrzyk Dolnych. Franciszek Flak wraz z rodziną zamieszkał w Czarnej, gdzie prowadził punkt skupu Gminnej Spółdzielni Samopomocy Chłopskiej i prowadził gospodarstwo rolne oraz pasiekę. Jednocześnie kontynuował służbę w OSP w nowo zawiązanej jednostce w Czarnej, do końca życia pozostając jej honorowym członkiem. Przez dwie kadencje pełnił funkcję radnego gminnego oraz przez jedną kadencję funkcję radnego Wojewódzkiej Rady Narodowej w Krośnie. Nigdy nie należał do PZPR ani innej partii politycznej.
Po przemianach politycznych 1989 działał w organizacjach kresowych, m.in. w Związku Wysiedlonych HT-1951. Jednym z jego dokonań było odsłonięcie pomnika ofiar ludobójstwa popełnionego przez nacjonalistów ukraińskich w powiecie sokalskim i bieszczadzkim na terenie cmentarza komunalnego w Ustrzykach Dolnych, a także kamienia upamiętniającego 50. rocznicę przesiedlenia ludności Ziemi Sokalskiej przy kościele Matki Bożej Różańcowej w Czarnej. W 2008 otrzymał awans na stopień podporucznika w stanie spoczynku.

## Życie prywatne
Był żonaty z Janiną Wilczek, także żołnierzem Armii Krajowej, z którą miał czworo dzieci. Dwoje z nich zmarło na początku lat 50. z powodu drastycznego pogorszenia warunków życiowych wysiedlonej ludności polskiej. Jedną z ich córek jest Krystyna Chowaniec – historyk, nauczycielka, instruktorka harcerska.
Był zaangażowanym katolikiem.

## Odznaczenia
- Krzyż Kawalerski Orderu Odrodzenia Polski (2004)[1]
- Złoty Krzyż Zasługi (1984)[1]
- Krzyż Partyzancki[1]
- Złoty Medal Opiekuna Miejsc Pamięci Narodowej (2010)[1]